# Karl-Armin Tröger

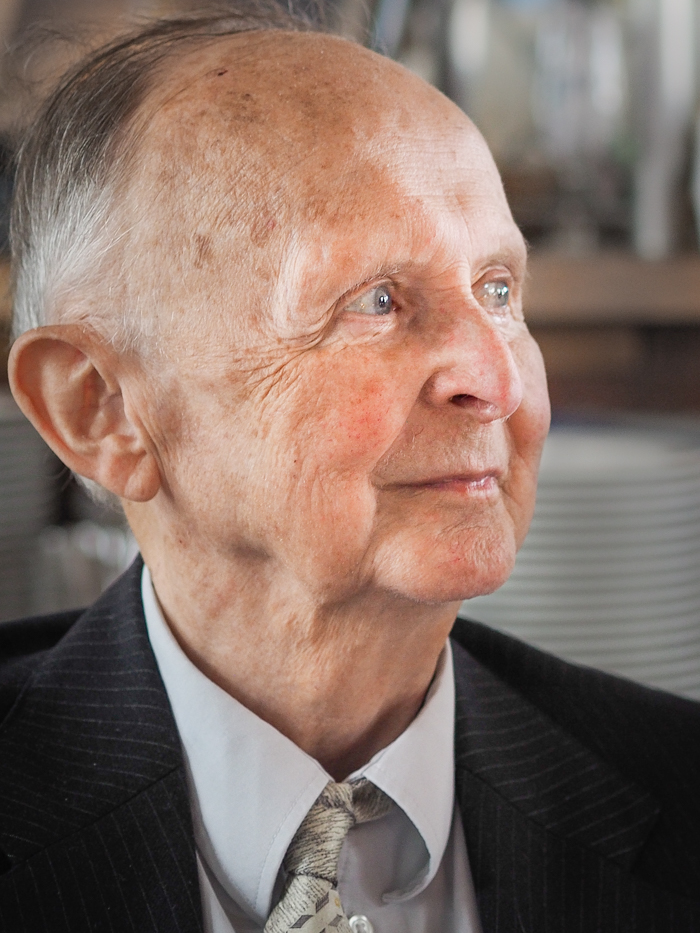
Karl-Armin Tröger, 2017

Karl-Armin Tröger (* 30. November 1931 in Melun bei Paris; † 2. Januar 2019 in Freiberg) war ein deutscher Geologe, Stratigraph und Hochschullehrer. Er war emeritierter Professor für dynamische und historische Geologie an der Bergakademie Freiberg. Er war weltweit als einer der bedeutendsten Paläontologen für marine Fossilien der Kreidezeit bekannt.

## Leben
Sein Vater Carl Herbert Tröger (1904–1945) war technischer Direktor einer Gerberei in Melun, kam dann nach Russland, wurde verwundet und kehrte mit 42 Jahren nach Dresden zurück. Seine Mutter war Anna Sophie Charlotte Grimm (1904–1986), sie entstammte der mecklenburgischen Gärtner-Familie der Westphal, die nach Plauen übergesiedelt waren. Karl-Armin Tröger kam über Plauen 1939 nach Dresden, besuchte von 1939 bis 1941 die Grundschule in Dresden, von 1942 bis 1945 das Realgymnasium in Dresden, machte 1950 das Abitur an der Oberschule für Jungen in Dresden-Nord und studierte von 1950 bis 1955 Geologie, Mineralogie und Geophysik an der Bergakademie Freiberg. Seine Diplom-Arbeit schrieb er über sedimentpetrographische und biostratonomisch-paläontologische Untersuchungen der Kreide des Plauenschen Grundes in Dresden.
1955 Assistent an der Bergakademie, Freiberg, 1959 Promotion, 1959 bis 1961 Geologischer Dienst der DDR, Zweigstelle Sachsen, 1961 Bergakademie Freiberg, 1965 Habilitation, 1966 Dozent für Praktische und Theoretische Stratigraphie, 1975 bis 1976 Studienaufenthalt in der Sowjetunion.
1989 C4-Professur, 1992 Berufung zum C4-Professor für Dynamische und Historische Geologie bis 1996 an der Bergakademie Freiberg.
1990 bis 1994 Mitglied des Senats der Bergakademie, Dekan der Mathematisch-Naturwissenschaftlichen Fakultät und Direktor des Geologischen Instituts der Bergakademie Freiberg.
Seine Spezialgebiete waren Kreideforschung und Paläozoikum. Tröger galt als Kenner des Nossen-Wilsdruffer Schiefergebirges und der sogenannten Weesensteiner Gruppe; die Kartierung und Herausgabe der geologischen Karten Sachsens im Maßstab 1:25.000 geschah unter seiner maßgebenden Beteiligung. Viele seiner über 200 Publikationen erschienen in den Freiberger Forschungsheften, er publizierte auch in den Abhandlungen des Staatlichen Museums für Mineralogie und Geologie zu Dresden. Er betreute 8 Doktor- und 36 Diplomarbeiten.
1973 wurde er zum Mitglied der Deutschen Akademie der Naturforscher Leopoldina gewählt.
Karl-Armin Tröger gehörte zu den sogenannten „Lückeprofessoren“, die nicht verbeamtet wurden und für die es trotz hoher Verdienste bei der Wiedervereinigung Deutschlands keine Zusatzrente gibt, da dies im deutschen Rentenrecht nicht geregelt ist.

## Schriften (Auswahl)
- Über die Kreideablagerungen des Plauenschen Grundes (sediment-petrographische und biostratonomisch – paläontologische Untersuchungen) (= Jahrbuch des Staatlichen Museums für Mineralogie und Geologie Dresden (Theodor Steinkopff) Dresden 1955). 1956, S. 22–124.
- Kaledonische und frühvariscische Phasen im Vogtland und den angrenzenden Gebieten. (= Freiberger Forschungshefte C 73). Akademie-Verlag, Berlin 1959 urn:nbn:de:bsz:14-db-id16808659860.
- mit Günter Freyer: Geologischer Führer durch das Vogtland. Leipzig 1965.
- Zur Paläontologie, Biostratigraphie und faziellen Ausbildung der unteren Oberkreide (Cenoman bis Turon). Teil I: Paläontologie und Biostratigraphie der Inoceramen des Cenomans bis Turons Mitteleuropas (= Abhandlungen des Staatlichen Museums für Mineralogie und Geologie zu Dresden (Deutscher Verlag für Grundstoffindustrie) Leipzig, Band 12), 1967, S. 13–207.
- Zur Paläontologie, Biostratigraphie und faziellen Ausbildung der unteren Oberkreide (Cenoman bis Turon). Teil 2: Stratigraphie und fazielle Ausbildung des Cenomans und Turons in Sachsen, dem nördlichen Harzvorland (subherzyne Kreide) und dem Ohmgebirge (= Abhandlungen des Staatlichen Museums für Mineralogie und Geologie zu Dresden 13). Deutscher Verlag für Grundstoffindustrie, Leipzig 1969: 1–69.
- Zu Problemen der Biostratigraphie der Inoceramen und der Untergliederung des Cenomans und Turons in Mittel- und Osteuropa – Newsletter on Stratigraphy (E. Schweizerbart).  9 (3), Berlin 1981, S. 139–156.
- Tröger, Karl-Armin (Hrsg.): Abriß der historischen Geologie. Unter Mitwirkung von H. Kozur, K. Ruchholz, A. Watznauer, H.-D. Kahlke. Akademie-Verlag, Berlin 1984.
- Mit Hans Prescher: Die „Meißner Schichten“ der sächsischen Kreide (Forschungsgeschichte, Litho- und Biostratigraphie) (= Abhandlungen des Staatlichen Museums für Mineralogie und Geologie zu Dresden 36). Deutscher Verlag für Grundstoffindustrie, Leipzig 1989, S. 155–167.
- The Upper Cretaceous of Saxony in the framework of the European Cretaceous development (= Mitteilungen aus dem Geologisch-Paläontologischen Institut der Universität Hamburg 77). In: Spaeth: New developments in Cretaceous Research topics. Proceedings of the 4th international Cretaceous Symposium, Hamburg 1992. Akademie-Verlag, Hamburg 1996, S. 95–104.
- Mit Thomas Voigt: Kreidegebiete in Deutschland: Sachsen. Courier Forschungsinstitut Senckenberg (E. Schweizerbart) Frankfurt am Main. In: Hiß: Stratigraphie von Deutschland III: Die Kreide der Bundesrepublik Deutschland 226. Frankfurt am Main 2000, S. 123–132.
- Hans Bruno Geinitz und seine Bedeutung für die heutige Oberkreide-Forschung (= Geologica Saxonica) – Journal of Central European Geology (Museum für Mineralogie und Geologie Dresden). In: Klemmer: International Hanns Bruno Geinitz Symposium. Proceedings of the symposium in honour of Hanns Bruno Geinitz, Dresden, Saxony, January 28 – 30. Dresden 2000 46/47, S. 63–91.
- Katalog oberkretazischer Inoceramen : Catalogue of Upper Cretaceous inoceramids – Geologica Saxonica – Journal of Central European Geology (Museum für Mineralogie und Geologie Dresden) Dresden 55, S. 1–188, 2009 (online).
- Mit Birgit Niebuhr: 6. Inoceramide Muscheln - Inoceramid bivalves – Geologica Saxonica – Journal of Central European Geology (Museum für Mineralogie und Geologie Dresden) Dresden. in: Niebuhr: Kreide-Fossilien in Sachsen, Teil 1 60 (1), S. 169–199, 2014 (online).
- Obercenomane Inoceramen aus der sächsischen Kreide – Geologica Saxonica – Journal of Central European Geology (Museum für Mineralogie und Geologie Dresden) Dresden 60 (3): 377–425, 2015. (online)
- Facies changes in the Cenomanian (Cretaceous) of the northwestern Elbe Valley near Dresden (Saxony, Germany) – Acta Geologica Polonica (Institute of Geology University of Warsaw) Warschau. in: Hook: William Aubrey “Bill” Cobban Memorial Volume Part 2 67 (1), S. 135–144, 2017. (doi:10.1515/agp-2017-0008)